# 広野信衛
広野 信衛（ひろの のぶえ、1924年11月6日 - 2011年10月30日）は、日本の経営者。日本ミネチュアベアリング(現在のミネベアミツミ)、東京計器各社長、会長を務めた。

## 経歴
東京都出身。1947年に東京大学工学部を卒業し、通商産業省、曙ブレーキ工業での勤務を経て、1971年11月に日本ミネチュアベアリング常務に就任し、1972年11月には社長に昇格。1975年11月には副社長に退いた。
1976年12月に東京計器専務に就任し、1985年3月には社長に就任。1991年3月に会長に就任し、1996年6月からは相談役を務めた。
1995年4月に勲三等瑞宝章を受章。
2011年10月30日肺炎のために死去。86歳没。